# Herisemmolen

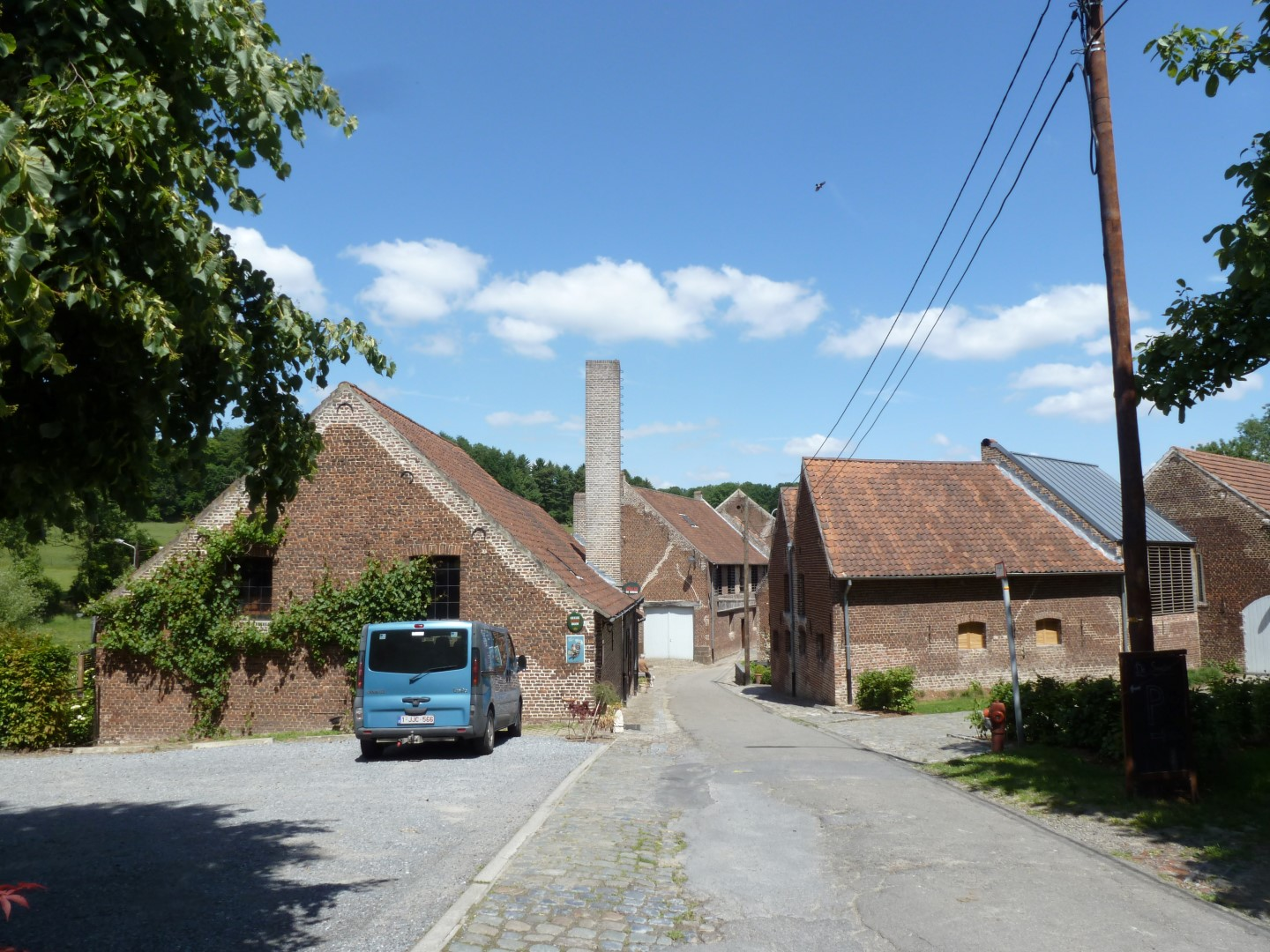
Herisemmolen

De Herisemmolen is een watermolen in de tot de Vlaams-Brabantse gemeente Beersel behorende plaats Alsemberg, gelegen aan de Fabriekstraat 20.
Deze bovenslagmolen op de Molenbeek fungeert als papiermolen

## Geschiedenis
Van oorsprong was dit een slijpmolen die reeds in 1321 werd vermeld. In 1536 werd hij omgebouwd tot papiermolen en hij was als zodanig één van de vele papiermolens die rond die tijd werden opgericht. In 1763 kwam de molen door huwelijk aan de familie Winderickx en het industriële complex rond deze molen stond bekend als Cartonnerie Winderickx. Van 1834-1854 werd het complex uitgebreid. Er kwam een droogruimte. Naast de kartonfabriek was er ook een boerderij. Vanaf 1858 werd er ook karton vervaardigd en geleidelijk schakelde het bedrijf geheel op dit product over. In 1873 werd de eerste stoommachine geïnstalleerd. In 1940 stopte het bedrijf. In 1979 werd de molen beschermd als monument en vervolgens gerestaureerd en ingericht als museum. Ook een stoommachine van 1894 werd in 2015 weer in gebruik genomen. Naast het grote bovenslagrad dat de papiermolen aandrijft is er een kleiner bovenslagrad dat een korenmolen aandrijft die in 1848 voor het eerst werd vermeld.